# Балашова, Анна Викторовна
А́нна Ви́кторовна Балашо́ва (род. 18 ноября 1983, Пермь) — российская самбистка и дзюдоистка, чемпионка и призёр чемпионатов России по дзюдо, чемпионка и призёр чемпионатов России, Европы и мира по самбо, Заслуженный мастер спорта России (2014).

## Биография
Родилась и живёт в Перми. В детстве обучалась игре на фортепиано. Затем занималась теннисом, баскетболом, вольной борьбой. Сотрудница СИЗО ГУФСИН России по Пермскому краю. Член сборной команды страны с 2010 года.

## Спортивные результаты

### Дзюдо
- Чемпионат России по дзюдо 2009 года — ;
- Чемпионат России по дзюдо 2013 года — ;

### Самбо
- Чемпионат России по самбо среди женщин 2009 года — ;
- Чемпионат России по самбо среди женщин 2010 года — ;
- Чемпионат России по самбо среди женщин 2011 года — ;
- Чемпионат России по самбо среди женщин 2012 года — ;
- Чемпионат России по самбо среди женщин 2013 года — ;
- Чемпионат России по самбо среди женщин 2014 года — ;
- Чемпионат России по самбо 2015 года — ;
- Чемпионат России по самбо 2016 года — ;
- Чемпионат России по самбо 2017 года — ;
- Чемпионат России по самбо 2018 года — ;
- Чемпионат России по самбо 2021 года — ;
- Самбо на Всероссийской спартакиаде 2022 — ;